# Soziale Projektion
Soziale Projektion bezeichnet den Prozess, bei dem eigene Einstellungen, Eigenschaften und Verhaltenstendenzen auf andere Personen oder Personengruppen übertragen werden.

## Soziale Projektion im Alltag und in der Forschung
Im Alltag müssen wir oft Menschen einschätzen, die wir noch nicht kennen. Dabei neigen wir dazu, unsere Eigenschaften und Verhaltenstendenzen als typisch zu betrachten und sie daher auf andere Menschen zu verallgemeinern (vergleiche Induktion). Die Bezeichnung „soziale Projektion“ verdeutlicht, dass es sich um eine Übertragung eigener Merkmale auf ein Gegenüber handelt – also um eine „Projektion“ eigener Merkmale, die in einem sozialen Kontext stattfindet.
Die soziale Projektion ist eine Heuristik zur Einschätzung fremder Personen, also eine vereinfachte Strategie, die oft, aber nicht immer, zu einem richtigen Urteil führt. In den letzten Jahren wurde soziale Projektion in der Sozialpsychologie zunehmend wissenschaftlich untersucht. Es handelt sich dabei also um ein aktuelles Forschungsgebiet der Psychologie, das sich unter anderem mit der Erklärung des Zustandekommens sozialer Projektion und mit der Frage, ob und wann die Anwendung sozialer Projektion hilfreich ist, beschäftigt.

## Das Vorgehen bei sozialer Projektion

### Induktives Schlussfolgern
Soziale Projektion kann als induktives Schlussfolgern betrachtet werden. Allgemein bezeichnet induktives Schlussfolgern (Induktion) ein Vorgehen, bei dem angestrebt wird, Beobachtungen einer Stichprobe auf die Grundgesamtheit (Population), die dieser Stichprobe zugrunde liegt, zu verallgemeinern. Durch Betrachten einer Stichprobe sollen somit neue Informationen über die Grundgesamtheit gewonnen werden. Dieses Prinzip liegt auch der sozialen Projektion zugrunde: Hierbei sind es Beobachtungen eigener Merkmale und eigenen Verhaltens, die auf andere Personen verallgemeinert werden. Wenn man selbst und die jeweils fremde Person derselben Population angehören, dann kann man die Betrachtung eigener Eigenschaften als kleine Stichprobe aus der interessierenden Grundgesamtheit auffassen. Soziale Projektion, die Übertragung eigener Eigenschaften und Einstellungen auf andere Menschen, kann folglich als Form des induktiven Schlussfolgerns verstanden werden.

### Angemessenheit der sozialen Projektion
Für viele Persönlichkeitsmerkmale und Einstellungen, die in der Psychologie betrachtet werden, ist es angemessen anzunehmen, dass die Verteilung der Ausprägungen aller Menschen auf diesen Variablen einer Normalverteilung entspricht. Das heißt: Für diese Merkmale gilt, dass die Mehrheit der Menschen eine mittlere Ausprägung aufweist und dass nur wenige Menschen sehr hohe und sehr geringe Ausprägungen aufweisen. Daher ist die Wahrscheinlichkeit, einer Person zu begegnen, die dieselbe oder eine ähnliche Merkmalsausprägung wie man selbst aufweist, höher, je näher die eigene Merkmalsausprägung an der durchschnittlichen Merkmalsausprägung liegt. Unter statistischen Kriterien betrachtet ist soziale Projektion daher dann angemessen und sinnvoll, wenn die eigene Ausprägung auf dem relevanten Merkmal der „mittleren Ausprägung“ des Merkmals entspricht bzw. nahe bei dieser Ausprägung liegt.

Zur Erklärung vereinfachte Darstellung: Normalverteilung

### Notwendigkeit kognitiver Ressourcen für soziale Projektion
Da über die eigene Person viele Informationen vorliegen und eigene Ausprägungen auf verschiedenen Eigenschaften in den meisten Fällen schnell und ohne Anstrengung eingeschätzt werden können, handelt es sich bei sozialer Projektion zunächst um einen recht einfachen Prozess. In einigen wissenschaftlichen Studien wurde untersucht, ob dieser Prozess kognitive Ressourcen (wie Aufmerksamkeit und Denkvermögen) beansprucht. Ein wissenschaftliches Vorgehen (Paradigma, siehe auch Forschungsdesign), das dabei genutzt wird, beinhaltet, dass die Studienteilnehmer gleichzeitig zwei Aufgaben bearbeiten (ein solches Paradigma nutzen z. B. Krueger & Stanke, 2001). Eine der beiden Aufgaben ist bei einem Teil der Studienteilnehmer sehr schwer und bei dem anderen Teil der Studienteilnehmer leichter. Die andere Aufgabe beinhaltet die Einschätzung einer fremden Person, sodass soziale Projektion möglich wird. Es wird dann untersucht, ob die Schwierigkeit der ersten Aufgabe das Ausmaß sozialer Projektion in der zweiten Aufgabe beeinflusst. Diesem Studienaufbau liegt die Annahme zugrunde, dass Menschen nur eine begrenzte Menge an Aufgaben gleichzeitig bearbeiten können, weil die kognitiven Ressourcen begrenzt sind. Wenn nur eine Aufgabe bearbeitet werden muss, dann stehen die gesamten kognitiven Ressourcen für diese zur Verfügung. Müssen aber gleichzeitig mehrere Aufgaben bearbeitet werden, so geht man davon aus, dass die Ressourcen aufgeteilt werden müssen. Weiterhin wird angenommen, dass eine Aufgabe mehr kognitive Ressourcen beansprucht, je schwerer sie ist. Es gibt allerdings auch Aufgaben, die keine oder nur sehr wenig kognitive Ressourcen in Anspruch nehmen, wie beispielsweise das Fahrrad fahren: Wenn man es einmal gelernt hat, braucht es (fast) keine Konzentration mehr, um Fahrrad fahren zu können. Durch den beschriebenen Studienaufbau wird untersucht, ob soziale Projektion zu diesen automatischen Prozessen gehört oder ob sie kognitive Ressourcen erfordert. Die genannten Studien zeigen, dass soziale Projektion unabhängig von der Schwierigkeit der zusätzlichen Aufgabe stattfindet. Dies spricht dafür, dass soziale Projektion keine bzw. nur wenige kognitive Ressourcen erfordert. Diese Studienergebnisse verdeutlichen die Relevanz sozialer Projektion, indem sie zeigen, dass soziale Projektion automatisch stattfindet und auch dann genutzt wird, wenn die Konzentration auf einer anderen Aufgabe liegt bzw. wenn wir gerade mit etwas anderem beschäftigt sind. Andere Studien zeigen, dass soziale Projektion sich willentlich nicht reduzieren lässt, sondern sogar dann stattfindet, wenn die Studienteilnehmer aufgefordert werden, ihre eigenen Eigenschaften im Lauf der Studie nicht als Grundlage für die Einschätzung fremder Personen zu nutzen. Insgesamt werfen diese Studienergebnisse die Frage auf, wodurch soziale Projektion hervorgerufen oder erleichtert wird. Die Frage nach Bedingungen und Situationen, die soziale Projektion auslösen, muss in zukünftiger Forschung noch genauer untersucht werden.

## Soziale Projektion bei Gruppen
Die Ergebnisse bisheriger Forschung weisen darauf hin, dass soziale Projektion oft vorkommt – (teilweise) ohne bewusst eingesetzt zu werden – und daher wichtig und sehr robust ist. Allerdings gibt es Bedingungen, unter denen die Stärke sozialer Projektion sich verändert. Eine dieser Bedingungen ist die Einteilung von Personen in Gruppen.

### Soziale Projektion auf Eigengruppen und Fremdgruppen
Führt man eine Studie durch, in der vor der Einschätzung fremder Personen Gruppen gebildet werden (soziale Kategorisierung), so findet man einen großen Unterschied im Ausmaß der sozialen Projektion in Bezug auf die „Eigengruppe“ – also diejenige Gruppe, der der Studienteilnehmer jeweils selbst angehört – und die „Fremdgruppe“, der der Studienteilnehmer nicht angehört: Die soziale Projektion eigener Eigenschaften auf Fremdgruppen ist viel geringer als auf Eigengruppen. Das bedeutet, dass Menschen eigene Eigenschaften, Einstellungen und Verhaltenstendenzen stärker Mitgliedern ihrer Eigengruppe zuschreiben, als Mitgliedern einer Fremdgruppe. Dies hat zur Folge, dass Selbstbeschreibungen Einschätzungen der Eigengruppe besser vorhersagen als Einschätzungen einer Fremdgruppe.
Die Einteilung von Gruppen kann entweder anhand von Merkmalen wie dem Geschlecht oder der Nationalität, oder anhand von weniger offensichtlichen und sogar anhand von wenig bekannten und relevanten Merkmale erfolgen (beispielsweise durch Nutzung eines Minimalgruppen-Paradigmas). Der Effekt der unterschiedlich starken sozialen Projektion auf Eigengruppen und Fremdgruppen findet sich bei jeder Art der sozialen Kategorisierung.

### Soziale Projektion und Bewertung einer Gruppe
Bei der Untersuchung von sozialen Gruppen hat sich in zahlreichen Studien gezeigt, dass Menschen Eigengruppen positiver bewerten als Fremdgruppen (Mullen, Brown & Smith, 1992). Diese Tendenz in den Bewertungen von Gruppen wird nach Henri Tajfel als ingroup bias bezeichnet („Eigengruppenfehler“). Erklärt man soziale Projektion durch induktives Schlussfolgern, so wird die Eigengruppenfavorisierung als direkte Folge von Unterschieden in der sozialen Projektion des (bei den meisten Menschen) positiven Selbstbildes auf die Eigengruppe und die Fremdgruppe verstanden.

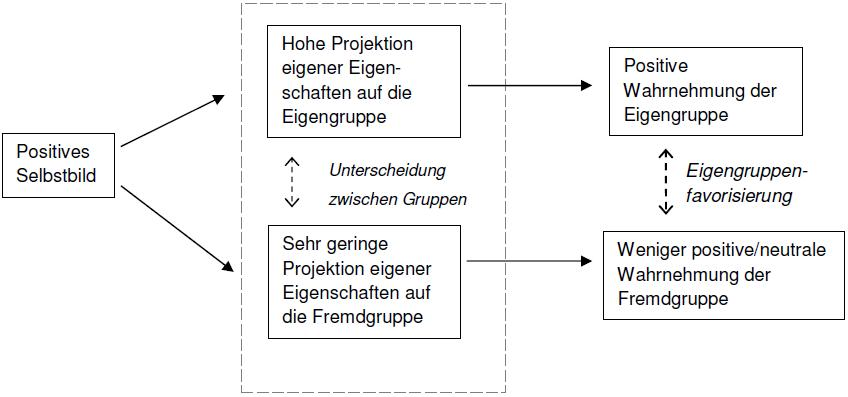
Soziale Projektion bei Gruppen

## Abgrenzung der sozialen Projektion von der Selbst-Stereotypisierung
Wenn eine Person sich selbst und eine Gruppe von Menschen sehr ähnlich einschätzt, ist es nicht möglich, sicher zu sagen, dass soziale Projektion stattgefunden hat. Zwar kann eine hohe Übereinstimmung zwischen Selbst- und Gruppeneinschätzungen durch soziale Projektion erklärt werden – es gibt jedoch auch den umgekehrten Ansatz, den man Selbst-Stereotypisierung (self-stereotyping) nennt. Selbst-Stereotypisierung bedeutet, dass eine Person Annahmen – so genannte Stereotype – und Wissen über eine Eigengruppe (z. B. über „alle Deutschen“) auf sich selbst anwendet. Sofern die Stereotype positiv sind, kann dies dazu dienen, den eigenen Selbstwert zu erhöhen. Soziale Projektion – also die Übertragung von Wissen über die eigene Person auf eine Gruppe – und Selbst-Stereotypisierung – also die Übertragung von Wissen über eine Gruppe auf die eigene Person – schließen sich jedoch nicht aus. In Zukunft muss noch genauer erforscht werden, ob soziale Projektion und Selbststereotypisierung gemeinsam oder in unterschiedlichen Situationen auftreten.